# M240
7,62-мм пулемёт М240 (United States Machine Gun, 7.62mm, M240) — единый пулемёт производства США, модификация бельгийского FN MAG. Пулемёт широко применяется пехотой, чаще всего стрелковыми ротами, а также устанавливается на наземный транспорт, катера и вертолёты.

## История
По результатам проведённых в 1975 году сравнительных испытаний с пулемётами М60 и MG42/MG3 бельгийский пулемёт FN MAG был официально принят на вооружение в 1976 году и начал поступать в сухопутные войска США под наименованием М240. В ходе операции "Буря в пустыне" в 1991 году была выявлена ненадёжность функционирования пулемётов М60 в условиях попадания песка, и в начале 1994 года было принято решение о замене М60 и MG3 в корпусе морской пехоты США и 75-м полку рейнджеров армии США на пулемёты M240G. В дальнейшем, они полностью заменили пулемёты M1919, MG42, Vickers и М60 в вооружённых силах США.

## Описание
Представляет собой автоматическое оружие, построенное по схеме с газовым приводом автоматики и запиранием ствола качающимся в вертикальной плоскости рычагом.

## Варианты и модификации
- M240E4 / M240B — стандартный средний пулемёт для сухопутных войск и морской пехоты США. Также состоит на вооружении ВВС, ВМС и береговой охраны США. В пехотном варианте комплектуется сошками и прикладом, также может быть установлен на борту малых судов.
- M240C — вариант, использующийся в M2 Брэдли в качестве спаренного с основным орудием.
- M240E1 / M240D — авиационный/вертолётный вариант пулемёта. Вместо приклада установлен затыльник с ручками управления огнём. С помощью специального набора дополнительных частей может быть использован, как обычный пехотный пулемёт.
- M240G — модификация для морской пехоты устанавливающая на треноге. В комплекте M240G присутствуют: пламегаситель, мушка, ручка для переноски, приклад, пистолетная рукоять, сошки. У M240G нет системы отвода тепла от ствола, и поэтому он существенно легче, чем M240B и может совершать от 650 до 950 выстрелов в минуту.
- M240E5 / M240H — модернизированная версия пулемёта M240D.
- M240E6 / M240L — модернизированная и облёгченная версия пулемёта M240B. За счёт применения титановых сплавов и более современных технологий производства составных частей, пулемёт стал легче на 2,5 кг.
- M240P — облёгченная версия пулемёта M240L с укороченным стволом и складывающимся прикладом.
- M240N — специальная версия пулемёта для установки на борт малых судов, без сошек и с пониженной скоростью стрельбы.
- в 2011 году американская фирма Ohio Ordnance Works представила сменный модуль OOW M240 Select Fire Trigger Group, который представляет собой сменную пистолетную рукоять с ударно-спусковым механизмом и предохранителем-переводчиком. Оснащённый им пулемёт M-240 может вести огонь не только в автоматическом режиме, но и одиночными выстрелами.
- M240LW — модернизация 2014 года от фирмы Barrett Firearms весом 9,6 кг.
- M240LWS — укороченная и облёгченная версия пулемёта M240LW.

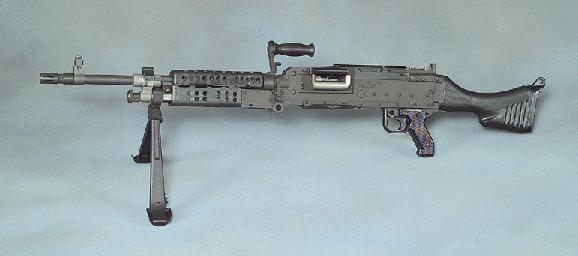
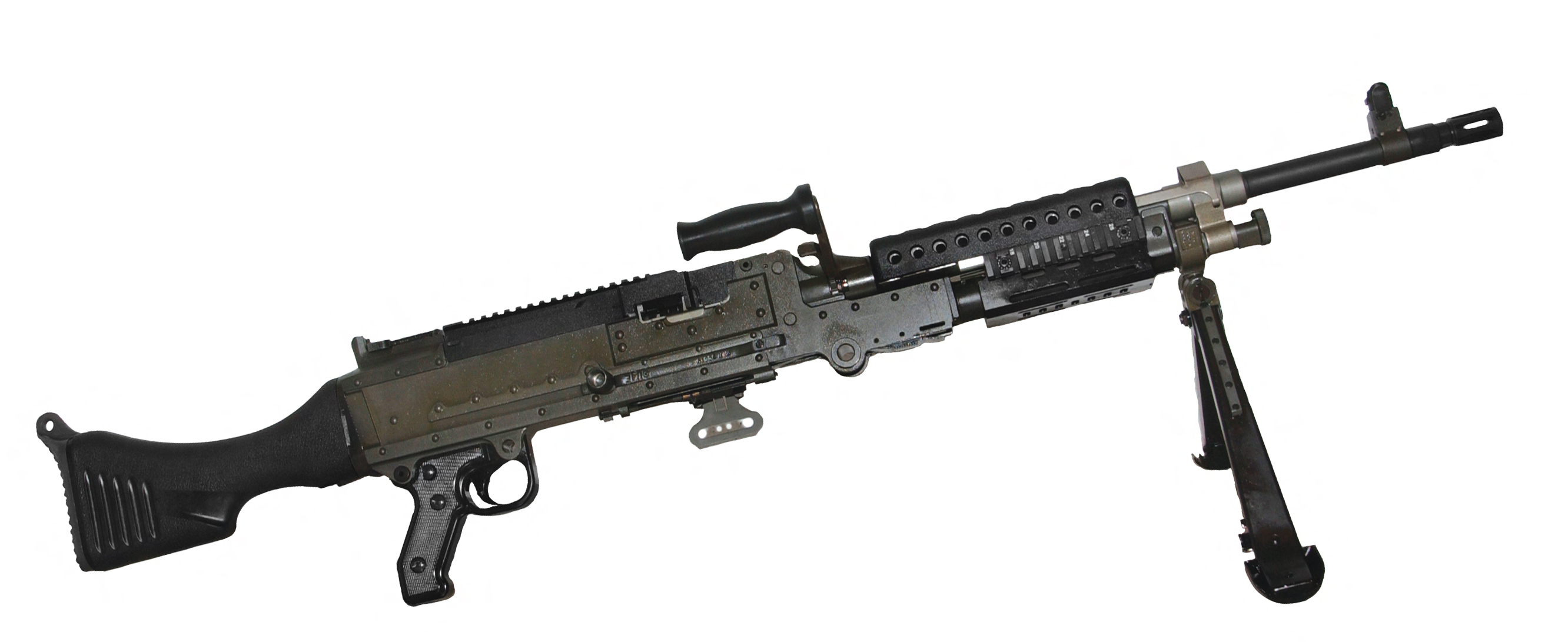
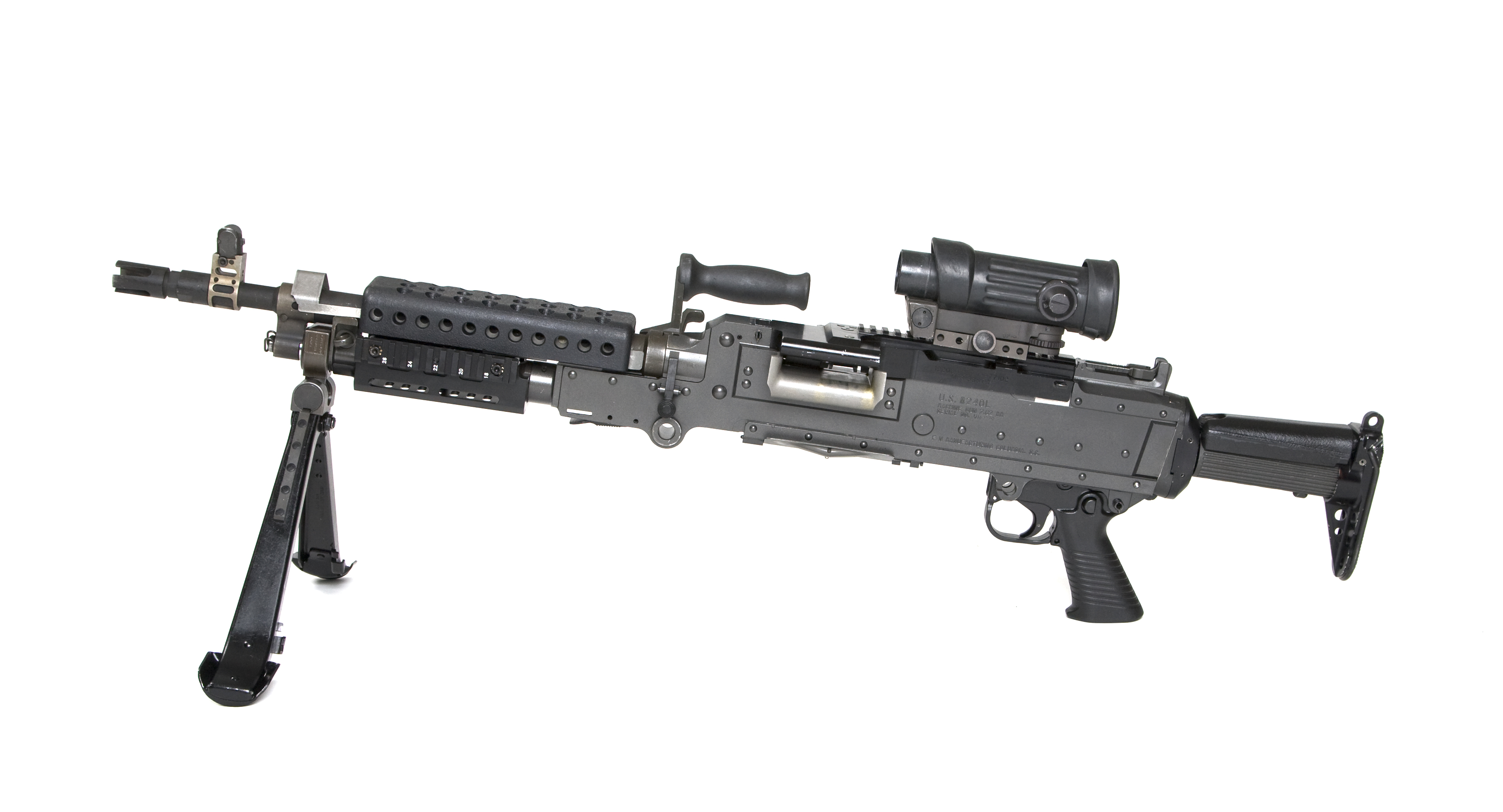

## Страны-эксплуатанты

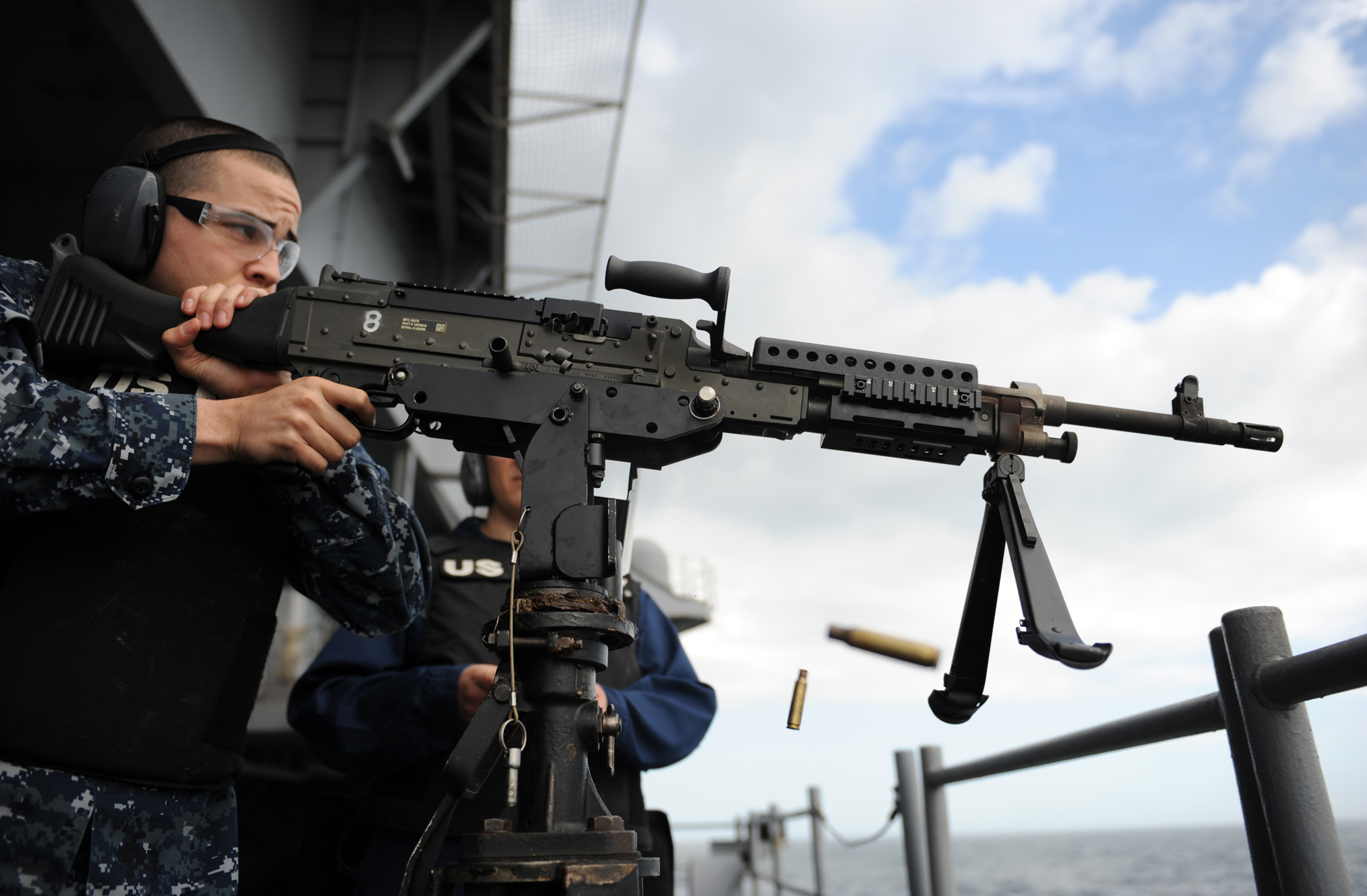
Электронный техник Джошуа Рамос стреляет из пулемёта M240B во время учебных стрельб на юте атомного авианосца USS George H.W. Bush (CVN-77). (18 марта 2012 г., Атлантика)

- Вооружённые силы Аргентины
- Вооружённые силы Бангладеш
- Вьетнамская народная армия
- Вооружённые силы Грузии
- Армия обороны Израиля
- Вооружённые силы Испании
- Вооружённые силы Маврикия
- Вооружённые силы Малайзии
- Вооружённые силы Пакистана
- Вооружённые силы США
- Вооружённые силы Филиппин
- Вооруженные силы Украины
- Вооружённые силы Швеции

Также им вооружён китайский танк «Ягуар».